# Okome
Okome est un village et paroisse en Halland, Suède. Le village a une population de 169 habitants (2005). La première mention de Okome date de 1177. Les villages Köinge et Ätrafors sont aussi se situent en la paroisse.

## Personnalités liées à Okome
- Per Zacharias Ahlman (1734 - 1802), homme politique suédois
- Anders Petersson Widberg (1752-1825), prêtre suédois
- Andreas Cervin (1888 - 1972), gymnaste suédois
- Lars Lindman (sv) (1910 - 1983), prêtre suédois
- Peggen Andersson (en) (né 1957), pilote automobile suédois